# Nsabasi Thompson
Pour les articles homonymes, voir Thompson.
Nsabasi Thompson est une judokate nigériane. 

## Carrière
Nsabasi Thompson remporte la médaille d'or dans la catégorie des moins de 48 kg aux Championnats d'Afrique de judo 1990 à Alger. Elle est éliminée en seizièmes de finale du tournoi des moins de 48 kg des Championnats du monde de judo 1991 à Barcelone par l'Espagnole Yolanda Soler.
Elle est médaillée de bronze dans cette même catégorie aux Championnats du Commonwealth 1994 à Gozo.